# كتابة تلقائية

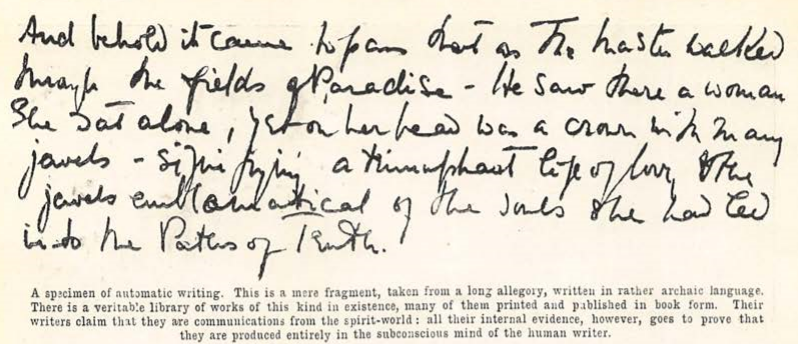
الكتابة الآلية لويليام ماريوت

الكتابة التلقائية، يُطلق عليها أيضًا اسم السيكوغرافية، هي قدرة ذهنية مزعومة من شأنها إعطاء الفرد القدرة على إنتاج كلمات مكتوبة دون وعي منه بهذه الكتابة. ينظر العلماء والمشككون إلى هذه القدرة بوصفها نتاج ظاهرة الإيديوموتور، ويعترف مناصرو الكتابة التلقائية أنفسهم بكونها مصدر حالات لا حصر لها من إيهام الذات. يجب الانتباه إلى عدم الخلط بين الكتابة التلقائية والكتابة الحرة.

## لمحة تاريخية

### التاريخ المبكر
تمثل الكتابة الروحية، التي سُميت فيما بعد فوجي (كتابة البلانشيت) (扶乩/扶箕)، إحدى التقاليد القديمة في الصين، إذ أرسلت الآلهة والأرواح مختلف الرسائل عبر الوسطاء منذ حلول سلالة سونغ. في القرن التاسع عشر، أدت الرسائل المستلمة بواسطة الكتابة الروحية إلى تأسيس العديد من ديانات الخلاص الصينية. أدى الانتشار الواسع للتقنيات الصينية بدوره، مثل الطباعة والرسم، إلى زيادة تأثير «الكتابة الروحية»، التي مارسها رهبان زن أوباكو اليابانيون، إذ قيل إنهم قادرون على التواصل مع أحد الحكماء الطاويين القدماء الذي يرجع إليه فضل تأسيس نظام الكونغ فو.
في الغرب، تضم إحدى الأمثلة المبكرة لهذه الممارسة لغة إينوشيان من القرن السادس عشر، إذ أملتها ملائكة إينوشيان كما يُزعم على جون دي وإدوارد كيلي لتصبح جزءًا جوهريًا من السحر الإينوشياني. يُقال أيضًا إن هذه اللغة على درجة هائلة من التفصيل والتعقيد ولها قوانينها وقواعدها النحوية الخاصة. زعم دي أيضًا وجود معلومات ضمن تعليمات إينوشيان ذات صلة بإكسير الحياة وأنقاض دير غلاستونبري.
كتب أخصائي ما وراء علم النفس ويليام فليتشر باريت أن «الرسائل التلقائية قد تحدث إما عن طريق الكاتب الذي يمسك بالقلم بشكل غير فاعل على قطعة من الورق، أو عن طريق لوحة الكتابة أو بواسطة «لوح ويجا»». تدعي الروحية أن الأرواح قادرة على التحكم في يد الوسيط من أجل كتابة رسائل، وخطابات وحتى كتب كاملة. يمكن حدوث الكتابة التلقائية في حالة واعية أو انتقالية. يزعم بعض الباحثين في ما وراء علم النفس مثل تومسون جاي هودسون عدم تدخل الأرواح في الكتابة التلقائية، إذ يمثل العقل غير الواعي التفسير الأنسب لحدوثها.
كشف محقق الظواهر الخارقة للطبيعة هاري برايس أن الكتابة التلقائية المزعومة في منزل بورلي ريكتوري مجرد خربشة جدران لربة المنزل في محاولة منها لإخفاء علاقتها غير الشرعية.
تُعتبر خدعة براتلبورو إحدى الأمثلة المزعومة البارزة على الكتابة التلقائية. بعد وفاة تشارلز ديكنز في عام 1870، بقيت روايته لغز إدوين درود غير مكتملة. وفقًا لعامل الطباعة المتجول تي بّي جيمس، أغضب هذا روح ديكنز الذي أكمل بقية الرواية من خلال يد جيمس. بدأت هذه الكتابة التلقائية المزعومة من ليلة عيد الميلاد في عام 1872 واستمرت في ثلاث جلسات أسبوعيًا حتى اكتمال الرواية.
ذكر إيبوليت تين بدوره الكتابة التلقائية بوصفها ممارسة روحية في مقدمة النسخة الثالثة من كتابه عن الذكاء، الذي نُشر في عام 1878. زعم فرناندو بيسوا اختباره الكتابة التلقائية، إلى جانب «الرؤى الأثيرية» و«الهالات المغناطيسية». أشار بيسوا إلى شعوره بأن «شيئًا ما امتلكه»، إذ اختبر في بعض الأحيان إحساسًا في يده اليمنى التي يزعم أنها ارتفعت في الهواء دون إرادة منه. ادعت جورجي هايد ليس، زوجة ويليام بتلر ييتس، بدورها قدرتها على ممارسة الكتابة التلقائية. مارس كل من سري أوروبندو ومناصرته، الأم (ميرا ألفاسا)، الكتابة التلقائية بشكل منتظم.
بعد فترة قصيرة من زواجه بجورجي هايد ليس في عام 1917، تأثر دبليو بي ييتس بشدة بتعمقها في ما أطلقا عليه اسم «النص التلقائي».
في كتابه الوحي الجديد لعام 1912، كتب آرثر كونان دويل عن حدوث الكتابة التلقائية إما عن طريق لاوعي الكاتب أو عن طريق الأرواح الخارجية التي تعمل عبر الكاتب. قاد دويل وزوجته جلسة كتابة تلقائية عبر استحضار الأرواح مع هاري هوديني إذ كتبت ليدي دويل 15 صفحة من الرسائل المزعومة التي أرسلتها أم هوديني، لكن دحض هوديني هذه المعلومات على الفور واعتبرها احتيالية.
تمثل مقالة الرسالة التلقائية (1933)، التي نُشرت لأول مرة في العدد 3-4 من مجلة مينوتور، (باريس)، أحد أهم الأعمال النظرية لأندريه برتون حول التلقائية. في عام 1919، استخدم برتون وفيليب سوبولت ما أصبح لاحقًا نهج التلقائية السريالية في تأليف لي شامبس ماغنيتيكس (الحقول المغناطيسية). في عام 1997، شكلت «الحقول المغناطيسية» عنوان مجموعة من الكتابات السريالية لكل من أندريه برتون، وبول إلوارد، وفيليب سوبولت وغيرهم. ضمت هذه المجموعة الترجمة الإنكليزية المعتمدة لكتاب برتون الرسالة التلقائية بواسطة الشاعر ديفيد غاسكوين، الذي أكسبته بعض أعماله مثل حياة المرء في هذه اللحوم (1936) (مجموعة من الكتابات السريالية الخاصة به والترجمات العائدة إلى السرياليين الفرنسيين) وجنون هولدرلين (1938) سمعته كواحد من السرياليين الإنكليزيين القلة. أدى عمل غاسكوين بعنوان استقصاء قصير في السريالية في معرض لندن السريالي العالمي لعام 1936 إلى توسيع الحركة لتنتشر في العالم الناطق بالإنكليزية. ادعى الشاعر السريالي روبرت ديسنوس أنه واحد من أكثر الأشخاص الموهوبين فيما يتعلق بالكتابة التلقائية. تبنى التلقائيون السرياليون، من أبرزهم أندريه ماسون، هذه النهج في صنع الفن التي تنطوي على كبح الفنان لسيطرته الواعية على عملية الصنع، ما يسمح للعقل غير الواعي بالإمساك بزمام الأمور. قبل السرياليين، استخدم مناصرو الدادية، مثل هانس آرب، هذا النهج إلى حد ما من خلال عمليات المصادفة.
زعم الوسيط بيير إل أو إيه كيلر اختباره التواصل الكتابي الروحي من أبراهام لينكولن الذي يُعرض في الوقت الحالي في متحف ليلي ديل. على الرغم من ميل لينكولن نحو الشكوكية بينما اشتُهر كيلر بخدعه السحرية، يُستخدم هذا كأحد الأمثلة الكثيرة على المشككين الذين يُزعم تأييدهم الروحية بعد وفاتهم. خلص المحقق الشكوكي جو نيكل، الذي أجرى اختبارات تفصيلية على كتابة «الروح»، إلى عدم تشابهها على الإطلاق مع كتابة لينكولن ووصف الرسالة بأنها «مزيفة».
قادت دوروثي مارتن، مؤيدة سابقة للسينتولوجيا، طائفة مؤمنة بحلول نهاية العالم. كانت مارتن وأتباعها بانتظار مركبة فضائية لأخذهم إلى كوكب كلاريون غير الموجود وإنقاذهم من الفيضان الذي سيغرق العالم بحلول منتصف الليل من 20 ديسمبر، 1954. بعد مرور هذا التاريخ دون حدوث أي شيء، ادعت مارتن عبر الكتابة التلقائية استلامها رسالة من الرب بإيقاف الأمر برمته.